# امشب از خود می‌سازیم
امشب از خود می‌سازیم (ایتالیایی: Questa sera si recita a soggetto) نمایش‌نامه‌ای است از لوئیجی پیراندلو. مانند نمایش‌نامه‌های شش شخصیت در جستجوی یک نویسنده و هر کس به راه خود، این اثر نیز بخشی از «سه‌گانهٔ تئاتر در تئاتر» او به‌شمار می‌رود. این نمایش در سال ۱۹۳۰ نخستین بار به زبان آلمانی در کونیگسبرگ اجرا شد و نخستین اجرای آن به زبان ایتالیایی در تورین در ۱۴ آوریل ۱۹۳۰ صورت گرفت.
این نمایش‌نامه به زبان انگلیسی توسط ساموئل پاتنام (۱۹۳۲)، مارتا آبا (۱۹۵۹) و جی. داگلاس کمپبل و لئونارد اسبروکی (۱۹۸۷) ترجمه شده است.

## در ایران
نمایشنامه امشب از خود می‌سازیم در ایران توسط پری صابری ترجمه شد. صابری علاوه بر ترجمه این اثر کارگردانی آن را نیز بر عهده گرفت. نمایشنامه امشب از خود می‌سازیم، با تمرکز بر بدیهه‌گویی هدفمند بازیگران در چارچوب داستان اجرا می‌شد. بازیگرانی چون فردوس کاویانی با این اثر بر روی صحنه تئاتر رفتند.